# Койнаре
Койнаре (болг. Койнаре) — город в Болгарии. Находится в Плевенской области, входит в общину Червен-Бряг. Население составляет 4234 человека (2022). Занимает площадь 81,574 км².

## Политическая ситуация
В местном кметстве Койнаре, в состав которого входит Койнаре, должность кмета (старосты) исполняет Денислав Луканов Димов (партия Новото време) по результатам выборов правления кметства.
Кмет (мэр) общины Червен-Бряг — Денислав Луканов Димов (независимый) по результатам выборов в правление общины.